# Antonio Carlos Wolkmer
Antonio Carlos Wolkmer (São Leopoldo, 5 de abril de 1952) é um jurista, docente e pesquisador brasileiro com formação em Direito, Ciência Política e Filosofia. 
Antonio Wolkmer é conhecido por integrar uma linha teórica de Direito com bases críticas, chamada Direito Alternativo. Nessa teoria, o autor estuda, em perspectiva que se propõe transformadora, principalmente, o conceito jurídico do pluralismo jurídico, que é o foco de seu livro "Pluralismo jurídico: fundamentos de uma nova cultura no Direito". O livro recebeu críticas favoráveis, destacando o jurista na temática do pluralismo jurídico. Além disso, a obra recebeu uma tradução para o espanhol.
Durante sua carreira acadêmica, o autor publicou obras jurídicas no Brasil e no exterior, particularmente na América Latina e na Espanha. 
O jurista apresenta uma produção intelectual composta de artigos científicos, orientações e coorientações de dissertações e teses, além de supervisões de pós-doutorado.

## Biografia

### Formação acadêmica
Antonio Wolkmer ingressou no curso de Direito na Universidade do Vale do Rio dos Sinos (Unisinos) em 1973 e se formou em 1977. Posteriormente, em 1978, o jurista se especializou em Metodologia do Ensino Superior pela mesma universidade. Em 1979, Wolkmer iniciou sua segunda formação, sendo um mestrado em Ciência Política pela Universidade Federal do Rio Grande do Sul (UFRGS) concluído em 1983. Em 1989, Wolkmer iniciou seu doutorado pela Universidade Federal de Santa Catarina (UFSC) e obteve o título de doutor em 1992 ao defender a tese “Pluralismo jurídico: o espaço de práticas sociais participativas”. Além disso, sua tese de doutorado foi publicada como livro.

### Pesquisa
Antonio Carlos Wolkmer publicou mais de 100 artigos em periódicos e mais de 80 livros, seja como autor ou organizador. Seus trabalhos concentram-se em temas como pluralismo jurídico, teoria crítica, História do Direito e Direitos Humanos. Além disso, é classificado como pesquisador nível 1-A pelo Conselho Nacional de Desenvolvimento Científico e Tecnológico (CNPq), o mais alto nível concedido pela instituição. 
Entre 1982 e 1985, coordenou o Núcleo de Pesquisa e Pós-Graduação do Centro de Ciências Jurídicas da Unisinos. Atua como consultor ad hoc da Coordenação de Aperfeiçoamento de Pessoal de Nível Superior (CAPES) e do CNPq. De 2009 a 2012, integrou o Comitê de Assessoramento de Antropologia, Arqueologia, Ciência Política, Direito, Relações Internacionais e Sociologia (CA-CS) do CNPq. Em 2007, fundou o Núcleo de Estudos e Práticas Emancipatórias (NEPE) na UFSC, dedicado à pesquisa em cultura jurídica latino-americana, problemas do Direito na modernidade, pluralismo jurídico e processos de descolonização, ativo até 2017.

### Docência
Antonio Carlos Wolkmer começou a lecionar em 1978, ao assumir as disciplinas de “Introdução à Ciência do Direito”, "Filosofia do Direito” e “Teoria Geral do Estado”. na Unisinos, onde ficou até 1991.
Em fevereiro de 1991, ingressou no Departamento de Direito do Centro de Ciências Jurídicas da UFSC como professor assistente após ser aprovado, por meio de concurso público. Posteriormente, em abril de 1993, Antonio Wolkmer, também por meio de concurso público, tornou-se professor titular da UFSC, oportunidade na qual criou a disciplina de “História do Direito”, ministrada pelo jurista até 2015, ano em que se aposentou da UFSC. 
Após a sua aposentadoria como professor titular da UFSC, ingressou em Programas de Pós-Graduação em Direito de duas universidades comunitárias: Universidade La Salle (Unilasalle-RS) e Universidade do Extremo Sul Catarinense (Unesc-SC), onde, nesta última, em 2017, passou a coordenar o mestrado em Direitos Humanos e Sociedade até 2023.
Além de ministrar aulas no Brasil, Antonio Wolkmer, ao longo de sua trajetória, realizou atuações internacionais no âmbito do ensino. Nesse sentido, o jurista é professor colaborador no curso de doutorado em Direito da Universidade de Buenos Aires, além de ser professor visitante na Universidade Pablo de Olavide, Sevilha, Espanha, e no Mestrado em Direitos Humanos na Universidade Autônoma São Luis Potosí, México.  

## Produção intelectual
A carreira intelectual de Wolkmer começou no final da década de 1970, quando lecionou na Unisinos, no Rio Grande do Sul. Nessa época, adotou uma linha de pensamento crítico-dialética e humanista, marcada principalmente por uma perspectiva jusnaturalista. Seu pensamento teórico e filosófico associou-se às investigações libertárias no campo ético-culturalista.
Em uma segunda fase, decorrente de sua pesquisa de mestrado que o aproximou da Ciência Política, Wolkmer superou o ideal jusnaturalista e passou a se dedicar à teoria das ideologias à luz da teoria crítica da Escola de Frankfurt. Dessa etapa surgiu a obra “Ideologia, Estado e Direito”, que busca desmistificar as ideologias jurídicas sob uma perspectiva crítica.
Durante seu doutorado, consolidou seu pensamento jurídico crítico, posicionando-se entre os principais teóricos do pluralismo baseado na teoria crítica social e no poder comunitário na América Latina. Em sua tese "Pluralismo jurídico: o espaço de práticas sociais participativas", relaciona a crise da modernidade jurídica com a crise do paradigma monista, que reconhece apenas uma ordem jurídica positiva. Segundo ele, esse paradigma tende a ignorar práticas sociais alternativas, resultando em um Direito legal vinculado unicamente ao Estado e baseado em uma legitimidade tão somente formal.
A partir desse pressuposto, argumenta que o pluralismo jurídico contra-hegemônico pode oferecer uma alternativa concreta à lógica formalista do Direito promovida pelo Estado, permitindo superar a visão tradicional do paradigma monista. Wolkmer critica a modernidade jurídica ocidental sem se associar às correntes contemporâneas niilistas e desconstrutivistas.
Ao adotar o pluralismo como proposta de normatividade emancipadora, alinha-se a autores como Boaventura de Sousa Santos e é influenciado por correntes que vão do marxismo heterodoxo às teorias anticoloniais modernas sobre democracia participativa e novos sujeitos sociais.
Em suas pesquisas em Filosofia Jurídica, História do Direito e Sociologia Político-Jurídica, e influenciado pela Filosofia da Libertação, cujo principal expoente é o filósofo argentino Enrique Dussel, Wolkmer estuda como a América Latina pode se libertar dos efeitos negativos do capitalismo globalizado e de sua normatividade excludente sobre a vida humana e a natureza.
Mais recentemente, tem demonstrado interesse nos desdobramentos da produção pós-colonial para uma filosofia jurídica da alteridade e para uma concepção de direitos humanos como processos de resistência, fundamentados em princípios humanistas e em oposição ao utilitarismo associado ao individualismo moderno. Baseado no pluralismo jurídico comunitário participativo, propõe uma perspectiva emancipatória e intercultural, contribuindo criticamente para a jusfilosofia e para os estudos sociojurídicos liberadores. Ao aprofundar seu estudo analítico da realidade latino-americana, alinha a crítica jurídica contemporânea a uma configuração prático-teórica.

## Principais obras publicadas
- Constitucionalismo e direitos sociais no Brasil. São Paulo: Acadêmica, 1989.
- Pluralismo jurídico: fundamentos de uma nova cultura no Direito. São Paulo: Alfa-Omega, 1994.
- Introducción al pensamiento jurídico crítico. Bogotá: ILSA, 2003.
- Introducción al pensamiento jurídico crítico. 2. ed. México/San Luis Potosí: UASLP, 2006.
- Pluralismo jurídico: fundamentos de una nueva cultura del Derecho. Sevilha: Mad, 2006.
- Síntese de uma história das idéias jurídicas: da Antiguidade Clássica à Modernidade. 2. ed. Florianópolis: Fundação Boiteux, 2008.
- Historia de las ideas jurídicas: de la Antigüedad Clásica a la Modernidad. México: Porrúa, 2008.
- Teoría crítica del Derecho desde América Latina. México: Akal, 2017; Bogotá: Akal, 2018.
- História do Direito no Brasil. 10. ed. Rio de Janeiro: Forense, 2018.
- Pluralismo jurídico: fundamentos de una nueva cultura del Derecho. 2. ed. Madrid: Dykinson, 2018.
- História do Direito: tradição no Ocidente e no Brasil. 11. ed. Rio de Janeiro: GEN/Forense, 2019.
- Horizontes contemporâneos do Direito na América Latina: pluralismo, buen vivir, bens comuns e princípio do “comum” (coautoria com Maria de Fátima S. Wolkmer). Criciúma: Ediunesc, 2020.
- Ensayos de Teoría del Derecho y Filosofía política: dimensión material e ideológica. 1. ed. Madrid: Dykinson, 2023.

## Homenagens

### Livros
- VENERIO, Carlos M. S.; SOUZA, Ismael F. de (org.). Democracia, Pluralismo e Pensamento Crítico: Homenagem ao Prof. Antônio Carlos Wolkmer. Criciúma: Unesc, 2010. ISBN 978-85-88390-78-2.[21]
- OLIVO, Luiz C. C. de; BOTELHO, A.; MOTA, Sergio R. F. (org.). Direito e crítica: homenagem ao professor Antonio Carlos Wolkmer. Florianópolis: Insular, 2017. ISBN 978-85-7474-965-5.[22][23]
- FERRAZZO, Débora; LIXA, Ivone Fernandes Morcilo; Fagundes, Lucas Machado. (org.). Teoria crítica e humanismo jurídico. O pensamento de Antonio Carlos Wolkmer. 1. ed. Aguascalientes: CE-NEJUS; San Luis Potosi: UASLP; Criciúma: Unesc, 2022. Tomo I e Tomo II. (Col. Pensamiento Critico del Derecho). ISBN 978-607-8645-41-1.[24]

### Premiações
- Em 2010, recebeu o Prêmio Destaque Pesquisador UFSC 50 Anos.[25]
- Em 2012, recebeu o título de assessor honorário por serviços despendidos no âmbito de pesquisa e pós-graduação em Direito no Brasil pelo Conselho Nacional de Pesquisa e Pós-Graduação em Direito (CONPEDI)
- Em 2013, se tornou membro vitalício da Academia Catarinense de Letras Jurídicas (ACALEJ), ocupando a cadeira nº 10.[26]
- Em 2020, recebeu o título de professor emérito do Centro de Ciências Jurídicas (CCJ) da UFSC.[27]
- Em 2022, recebeu o Prêmio Pesquisador Gaúcho 2022 em Ciências Humanas e Sociais pelo Comitê Científico da Fundação de Amparo à Pesquisa do Estado do Rio Grande do Sul (FAPERGS).[28]
- Em 2024, recebeu o título de Sócio Honorário da SASJu - Sociedade Argentina de Sociologia Jurídica, em reconhecimento à sua trajetória acadêmica e institucional de destaque internacional, pelo desenvolvimento e difusão da Sociologia do Direito (Buenos Aires, Argentina).[29]